# Microcampana conica
Microcampana conica är en nässeldjursart som beskrevs av Fewkes 1889. Microcampana conica ingår i släktet Microcampana och familjen Capitata. Inga underarter finns listade i Catalogue of Life.